# Martin Hongla
Martin Hongla (Yaundé, 16 de marzo de 1998) es un futbolista camerunés que juega en la demarcación de centrocampista o defensa para el Granada C. F. de la Segunda División de España.

## Trayectoria
Empezó a formarse como futbolista en la academia fundada por Blaise Nkufo en Yaundé. 
En 2016 llegó a Granada para fichar por la cantera del club. Hizo su debut el 21 de agosto de 2016, como titular en un partido que finalizó con un resultado de empate a uno contra el Atlético Mancha Real. El 28 de enero de 2017 fue convocado por el primer equipo, llegando a jugar los 90 minutos del partido de liga contra el Villarreal C. F.
En el mercado invernal de 2018 se marchó al F. C. Barcelona "B" en calidad de cedido hasta final de temporada. Tras regresar al filial granadino una vez finalizada la cesión, en enero de 2019 fue cedido otra vez; en esta ocasión se fue al FK Karpaty Lviv hasta final de año. En julio el Granada canceló la cesión y lo traspasó al Royal Antwerp F. C. belga.
Dos años después salió cedido al  Hellas Verona F. C. Tras la cesión se quedó en este equipo antes de volver a España el 31 de enero de 2023, como cedido hasta final de temporada, de la mano del Real Valladolid C. F. Disputó 16 partidos en los que no pudo ayudar a evitar el descenso y regresó a Verona al finalizar la cesión.
El 12 de enero de 2024 abandonó definitivamente el equipo italiano para regresar al Granada C. F.

## Selección nacional

### Participaciones en Copas del Mundo
| Mundial      | Sede  | Resultado      | Partidos | Goles |
| ------------ | ----- | -------------- | -------- | ----- |
| Mundial 2022 | Catar | Fase de grupos | 2        | 0     |

### Participaciones en Copa de África
| Copa                | Sede    | Resultado     | Partidos | Goles |
| ------------------- | ------- | ------------- | -------- | ----- |
| Copa de África 2021 | Camerún | Tercer puesto | 4        | 0     |

## Clubes
Actualizado a 1 de junio de 2025.
| Club                           | País          | Año           | Partidos | Goles |
| ------------------------------ | ------------- | ------------- | -------- | ----- |
| Granada C. F. "B"              | España        | 2016-2017     | 23       | 0     |
| Granada C. F.                  | España        | 2017-2018     | 11       | 0     |
| F. C. Barcelona "B" (cedido)   | España        | 2018          | 6        | 0     |
| Granada C. F. "B"              | España        | 2018-2019     | 12       | 1     |
| F. K. Karpaty Lviv (cedido)    | Ucrania       | 2019          | 16       | 2     |
| Royal Antwerp F. C.            | Bélgica       | 2019-2021     | 58       | 5     |
| Hellas Verona                  | Italia        | 2021-2023     | 30       | 1     |
| Real Valladolid C. F. (cedido) | España        | 2023          | 16       | 0     |
| Hellas Verona                  | Italia        | 2023-2024     | 17       | 0     |
| Granada C. F.                  | España        | 2024-         | 47       | 3     |
| Total carrera                  | Total carrera | Total carrera | 236      | 12    |

## Palmarés

### Títulos nacionales
| Título          | Club                | País    | Año  |
| --------------- | ------------------- | ------- | ---- |
| Copa de Bélgica | Royal Antwerp F. C. | Bélgica | 2020 |